# オムニ・コロシアム
オムニ・コロシアムはジョージア州アトランタにあった屋内アリーナ。

## 概要
1972年に完成。開場当初からNHLのアトランタ・フレームス、NBAのアトランタ・ホークスの本拠であった。また、1977年にはNCAAファイナルフォー、1978年にはNBAオールスターが開催された。
プロレスの興行でも使用され、1970年代から1990年代にかけて、NWAのジョージア・チャンピオンシップ・レスリングやジム・クロケット・プロモーションズ、WCWなどが定期的にビッグイベントを開催していた。
1996年のアトランタオリンピックではバレーボール競技が行われたが、大会終了後、オムニ周辺の再開発が決まったことで、1997年に閉場、同所の跡地にステートファーム・アリーナとCNNセンターがある。